# فوهة جيزيرو
فوهة جيزيرو (بالإنجليزية: Jezero crater) هي فوهة علي كوكب المريخ في N °18.38 E °77.58 بداخل رباعي سيرتيس الأكبر. يعتقد أن الفوهة كانت تحتوي على ماء بالماضي، ويوجد بها دلتا غنية بالصلصال. سميت الفوهة بعد اكتشافها في 2007 نسبة إلى جيزيرو، البوسنة والهرسك. تعني كلمة «جيزيرو» في بعض اللغات السلافية «بحيرة». أعلن عن اختيار الفوهة لتكون موقع هبوط مركبة برسفيرنس الآلية من وكالة ناسا في نوفمبر 2018.

## الفوهة
يمكن للحياة أن تكون قد تطورت في البحيرة فمن المعتقد أنها بقيت لفترة طويلة قبل أن تجف، ويعتقد أيضًا أن البركة تكونت في مدة تتراوح بين مليون إلى 10 ملايين سنة.  تم إيجاد معادن الصلصال بداخل الفوهة وحولها من قبل مارس ريكونيسانس أوربيتر.  يتشكل الصلصال في وجود الماء وهو أحد أسباب أختيار هذا المكان لاحتمالية احتوائه على المياه أو حتى الحياة قديمًا.
وصف باحثون في ورقة نشرت في مارس 2015 كيف كان هناك نظام بحيرات في فوهة جيزيرو بالماضي. طرحت الورقة فكرة أنه تم ملئ الفوهة بالماء في مرتين منفصلتين على الأقل. هناك قناتان علي الجانبين الشمالي والغربي للفوهة يحتمل أنهما كانتا تمدان الفوهة بالماء، ولدي كل من هذه القنوات مرسب شبيه بالدلتا حيث نُقلت الرواسب عبر الماء وترسبت في البحيرة. تقترح الحسابات أن البحيرة يمكن أن تحتوي علي حوالي 1 كم من الرواسب التي قد يرجع أصل معظمها إلى النقل عبر القنوات.

## مهمة المريخ 2020
تم اقتراح فوهة جيزيرو كموقع هبوط لمهمة المركبة الآلية المريخ 2020، والتي كانت تعتبر موقع هبوط محتمل لمختبر علوم المريخ في السابق. اختيرت الفوهة كواحدة من ثلاثة مرشحين آخرين لموقع الهبوط، بجانب شمال غرب سيرتيس التي تبعد 30 كم إلي الجنوب الغربي منها. الهدف الأساسي لمهمة المريخ 2020 هي البحث عن بصمات حيوية تدل علي وجود حياة قديمًا علي سطح المريخ. يأمل أنه يمكن إطلاق مهمة أخري لاسترجاع العينات من المواقع المحتمل احتوائها علي بقايا عضوية في المستقبل. يتطلب إنزال المركبة بشكل آمن وجود منطقة مستوية، دائرية، وناعمة بقطر 20 كم. يأمل الجيولوجيون أن يحللوا الأماكن حيث وجدت المياه بالماضي، تحديدًا الطبقات الرسوبية. اختير الموقع في نوفمبر 2018 ليكون موقع الهبوط لمهمة المريخ 2020.

## معرض الصور

عرض بانورامي للفوهة من قبل مركبة برسفيرنس.